# 딜리 (기업)
주식회사 딜리(영어: Dilli)는 대한민국의 UV 잉크젯 프린터 기업이다.

## 해외기업 투자
아그파 그래픽 NV에서 지분투자를 한 바 있다.